# Stephan Holthoff-Pförtner

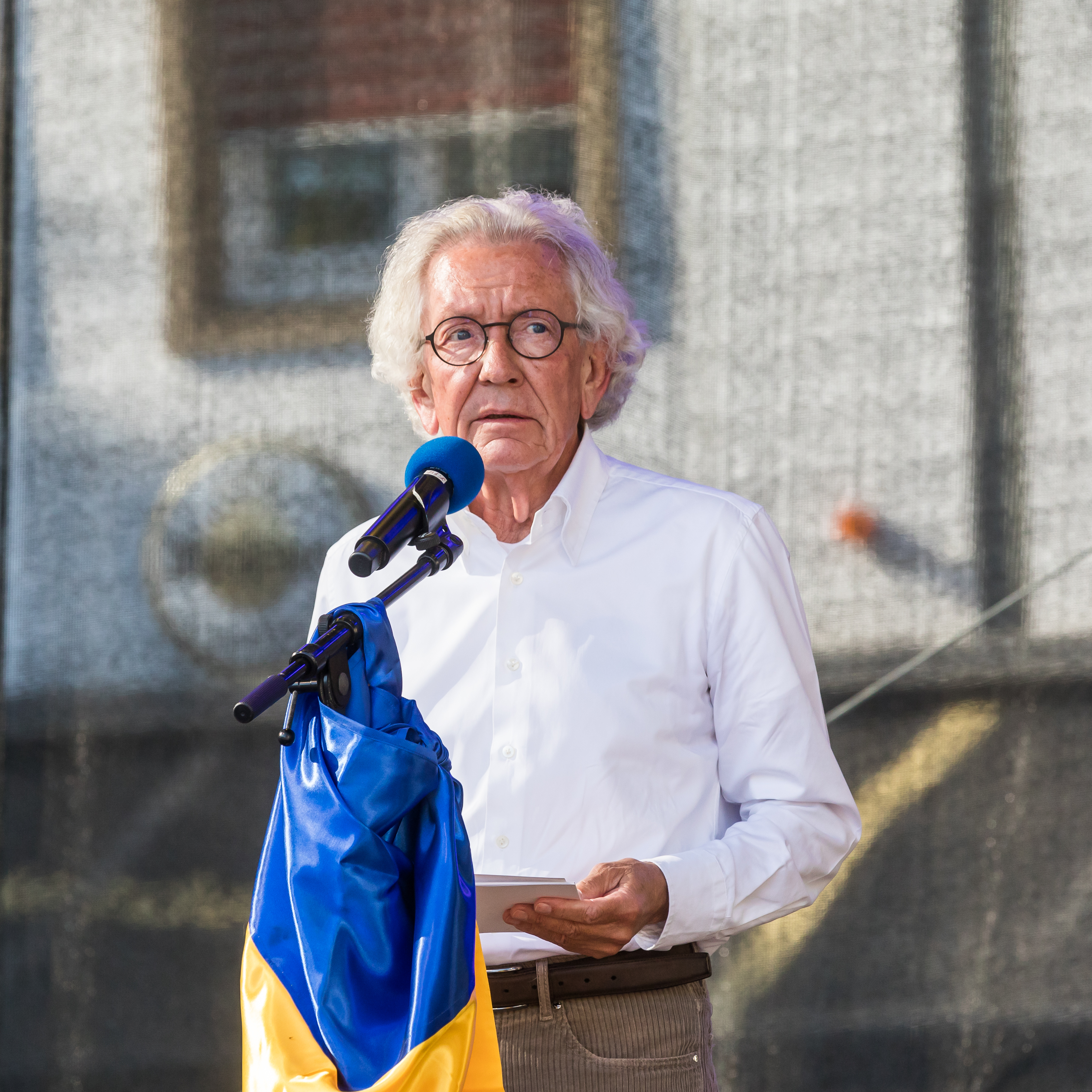
Stephan Holthoff-Pförtner (2022)

Stephan Holthoff-Pförtner, geb. Stephan Pförtner, (* 5. Oktober 1948 in Essen) ist ein deutscher Rechtsanwalt, Medienunternehmer und Politiker (CDU). Er war von 2017 bis 2022 Minister für Bundes- und Europaangelegenheiten sowie Internationales des Landes Nordrhein-Westfalen.
Stephan Holthoff-Pförtner ist der Adoptivsohn der ehemaligen WAZ-Miteignerin Gisela Holthoff und war bis 2023 Gesellschafter und bis 2010 Sprecher der Funke Familien Gesellschaft, die zunächst 50 Prozent der WAZ-Mediengruppe hielt, inzwischen aber das Unternehmen übernommen hat (siehe Funke Mediengruppe). Als Strafverteidiger in mehreren medienwirksamen Gerichtsverfahren erlangte Holthoff-Pförtner überregionale Bekanntheit. Weiterhin war Holthoff-Pförtner Königlich Thailändischer Honorarkonsul in Essen (diese Position führt nun sein Mann Klaus M. Sälzer aus) und war zeitweise Berater des Tennisprofis Nicolas Kiefer.

## Leben

### Ausbildung
Nach dem Abitur am Carl-Humann-Gymnasium in Essen studierte Holthoff-Pförtner ab 1969 Rechtswissenschaft an der Albert-Ludwigs-Universität Freiburg. In dieser Zeit trat er der Studentenverbindung KDStV Hercynia bei. 1971 wurde er in dieser Eigenschaft der Vorortspräsident des Cartellverbandes der katholischen deutschen Studentenverbindungen, 1974 war er Bundesvorsitzender der Arbeitsgemeinschaft katholischer Studentenverbände (AGV). Nach dem ersten Juristischen Staatsexamen absolvierte Pförtner sein Rechtsreferendariat am Landgericht Essen. 1980 gründete er eine Rechtsanwaltssozietät in Essen. Sein Schwerpunkt lag im Strafrecht. Im Jahre 1990 wurde Holthoff-Pförtner zudem Notar. 1999 wurde er an der Juristischen Fakultät der Universität Hannover zum Dr. iur promoviert.

## Wirken

### Rechtsanwalt
Im Jahre 1980 gründete Holthoff-Pförtner eine  Kanzlei in Essen-Rüttenscheid, für die unter anderem auch Ronald Pofalla arbeitete.
Bekanntheit erlangte Holthoff-Pförtner unter anderem durch seine Nähe zum ehemaligen Bundeskanzler Helmut Kohl. Insbesondere dessen Strafverteidigung in der CDU-Spendenaffäre, in der er bewirken konnte, dass das Ermittlungsverfahren wegen Untreue gegen eine Zahlung von 300.000 DM eingestellt wurde, machte ihn einer breiten Öffentlichkeit bekannt. Im Anschluss an dieses Mandat gehörte Holthoff-Pförtner zum engeren privaten Umfeld Kohls. Zusammen mit der zweiten Ehefrau Maike Kohl-Richter  regelte er den Nachlass Kohls. Bereits zu Kohls Lebzeiten hatte er 2014 auf dessen Bitte hin erklärt, dass es nach Kohls Tod eine Stiftung geben werde, die das „geistige und politische Erbe“ Kohls betreuen solle. Kohl selbst hatte nach seiner Abwahl als Bundeskanzler 1998 zunächst der CDU-nahen Konrad-Adenauer-Stiftung umfangreiche Handakten für deren Archiv in Sankt Augustin zur Verfügung gestellt. 2010 hatte er diese jedoch wieder abholen lassen, um sie nach seinem Tod in eine Stiftung zu überführen.
Weitere prominente Mandate Holthoff-Pförtners waren unter anderem die Beratung des damaligen Duisburger Oberbürgermeisters Adolf Sauerland nach dem Unglück bei der Loveparade 2010 sowie die Verteidigung Robert Hoyzers nach dem Fußball-Wettskandal 2005. Im Jahr 2012 übernahm er die Beratung des ehemaligen baden-württembergischen Ministerpräsidenten Stefan Mappus in der EnBW-Affäre.
Zudem war Holthoff-Pförtner als Präsident der Internationalen Vereinigung Sport- und Freizeiteinrichtungen und als Mitglied des Präsidiums des Caritasverbandes für die Stadt Essen e. V. tätig.

### Politik und Verbandstätigkeit
Holthoff-Pförtner ist Mitglied der CDU. Über zwei Ratsperioden von September 1984 bis Mai 1994 war er Mitglied im Rat der Stadt Essen. 1994 war er parteiinterner Kandidat für die CDU-Oberbürgermeisterkandidatur in Essen, 2008 war eine erneute Kandidatur ebenfalls im Gespräch.
Nach dem Tod Philipp Mißfelders wurde Holthoff-Pförtner im August 2015 zunächst kommissarisch mit der Funktion des Landesschatzmeisters der CDU Nordrhein-Westfalen beauftragt, im Juni 2016 erfolgte seine Wahl in dieses Amt, das er bis Juni 2017 als Mitglied des Landesvorstands der CDU Nordrhein-Westfalen bekleidete.
Im November 2016 wurde er einstimmig zum Präsidenten des Verbandes Deutscher Zeitschriftenverleger (VDZ) gewählt und legte das Amt aufgrund seiner Berufung in das Kabinett Laschet im Juni 2017 nieder. Er wurde am 30. Juni 2017 von Ministerpräsident Armin Laschet zum Minister für Bundes- und Europaangelegenheiten, Internationales und Medien ernannt; die Zuständigkeit für den Bereich Medien trat er nach zwei Monaten ab, um den „Anschein zu vermeiden, er könne nicht mit der notwendigen Unvoreingenommenheit Entscheidungen als Medienminister fällen“. Hintergrund war seine bisherige Verbands- und Unternehmertätigkeit. Die operative Zuständigkeit für den Bereich Medien wurde dem Chef der Staatskanzlei des Landes Nordrhein-Westfalen übertragen. Nach der Landtagswahl 2022 wurde Staatskanzlei-Chef Nathanael Liminski zusätzlich Minister für Bundes- und Europaangelegenheiten im Kabinett Wüst II und damit Holthoff-Pförtners Nachfolger. Holthoff-Pförtner schied am 29. Juni 2022 aus dem Amt aus.

### Weitere Mitgliedschaften und Engagements
Holthoff-Pförtner ist Vorsitzender des Politischen Forums Ruhr.

## Privates
Am 26. April 1994 oder 1995 wurde Stephan Pförtner von Gisela Holthoff adoptiert und heißt seitdem Stephan Holthoff-Pförtner.
Holthoff-Pförtner lebt seit 2013 in einer eingetragenen Lebenspartnerschaft mit seinem Kanzleikollegen Klaus M. Sälzer (* 1958). Bei der Verpartnerung im Juli 2013 am Tegernsee waren Helmut Kohl und der damalige Außenminister Guido Westerwelle Partnerschaftszeugen. 2013 adoptierte Holthoff-Pförtner seinen Kanzleikollegen Georg Scheid (* 1971). Holthoff-Pförtner ist Mitglied bei Rot-Weiss Essen und Borussia Dortmund.

## Kontroversen
Im April 2022 geriet Holthoff-Pförtner im Zuge der „Mallorca-Affäre“ um NRW-Umweltministerin Ursula Heinen-Esser in die Kritik. Er hatte im Juli 2021 mit NRW-Kommunalministerin Ina Scharrenbach und der Staatssekretärin für Integration Serap Güler (alle CDU) an der Geburtstagsfeier für Heinen-Essers Ehemann auf Mallorca teilgenommen, als NRW mit den Folgen der Flutkatastrophe 2021 kämpfte. Holthoff-Pförtner entschuldigte sich im April 2022 nach Bekanntwerden des Vorfalls für die Teilnahme an der Feier.
Informelles Treffen mit Vertretern Russlands
Im April 2025 traf sich Holthoff-Pförtner an der Seite von Ralf Stegner, Ronald Pofalla, Matthias Platzeck, Martin Hoffmann und Thomas Greminger mit Vertretern der russischen Staatsführung (darunter Wiktor Subkow und Waleri Fadejew) in Baku. Das Treffen im April 2025 war das dritte seiner Art, nach Treffen im April und Oktober 2024. Die Geheimtreffen gelten als inoffizielle Fortsetzung des Petersburger Dialogs.

## Ehrungen
- 2010: Verdienstkreuz am Bande der Bundesrepublik Deutschland
- 2018: Bürger des Ruhrgebiets

## Veröffentlichung
- Stefan Willeke: Der Mann in Laschets Windschatten – Stephan Holthoff-Pförtner ist die schillerndste Figur im Düsseldorfer Landeskabinett. Er verkörpert etwas, das man das NRW-Prinzip nennen könnte: Die gut gelaunte Kumpanei. Was sagt das über seinen Vertrauten, den CDU-Kanzlerkandidaten?, Porträt in: Die Zeit Nr. 23/2021, 2. Juni 2021, S. 13–15